# MMA sírok listája
Az MMA sírok azok az ókori egyiptomi sírok, amelyeket Herbert Eustis Winlock tárt fel a Metropolitan Művészeti Múzeum (Metropolitan Museum of Art) megbízásából az egyiptomi Luxor (ókori Théba) közelében. Némelyiknek a thébai sírokra jellemző TT-vel kezdődő sorszáma is van, de nem mindnek.
| MMA szám | TT szám | Tulajdonos | Hely              | Korszak                                    |
| -------- | ------- | --- | ----------------- | ------------------------------------------ |
| MMA 31   | TT319   | II. Noferu királyné | Dejr el-Bahari    | XXI. dinasztia, II. Montuhotep             |
| MMA 56   |         | Anhsepenupet | Dejr el-Bahari    | XXV. dinasztia                             |
| MMA 57   |         | Hamhór talán Harwa | Dejr el-Bahari    | XXVI. dinasztia                            |
| MMA 59   |         | Henuttaui, Ámon énekesnője | Dejr el-Bahari    | XXI. dinasztia                             |
| MMA 60   |         | Dzsedmuteszanh, Ámon háremének elöljárója Henuttaui hercegnő, I. Pinedzsem lánya Henuttaui, Ámon háremének elöljárója, Mut fuvolása Menheperré isteni atya, Ámon-Ré papja Neszenaszet, Ámon énekesnője Tije, Ámon énekesnője | Dejr el-Bahari    | XVIII, XXI. dinasztia                      |
| MMA 65   | TT358   | Ahmesz-Meritamon királyné, I. Amenhotep felesége Nauni hercegnő, Ámon énekesnője | Dejr el-Bahari    | XVIII. dinasztia XXI. dinasztia            |
| MMA 505  | TT310   | Névtelen, talán Meketré kincstárnok | Dejr el-Bahari    | XI. dinasztia                              |
| MMA 506  |         | Névtelen | Dejr el-Bahari    | XII. dinasztia                             |
| MMA 507  |         | A lemészárolt katonák sírja | Dejr el-Bahari    | XII. dinasztia                             |
| MMA 508  | TT311   | Heti kincstárnok | Dejr el-Bahari    | XI. dinasztia                              |
| MMA 509  | TT312   | Neszpakasuti, vezír, a város kormányzója | Dejr el-Bahari    | XXVI. dinasztia, I. Pszammetik             |
| MMA 509a |         | Ismeretlen, talán Bebi vezír | Dejr el-Bahari    | XI. dinasztia                              |
| MMA 510  | TT313   | Hannu háznagy | Dejr el-Bahari    | XI. dinasztia                              |
| MMA 511  |         | Talán Henu | Dejr el-Bahari    | XI. dinasztia                              |
| MMA 513  | TT314   | Harhotep, Alsó-Egyiptom királyi pecséthordozója | Dejr el-Bahari    | XI. dinasztia                              |
| MMA 514  |         | Több temetkezés | Dejr el-Bahari    | XII. dinasztia                             |
| MMA 516  | TT315   | Ipi vezír, bíró, a város kormányzója | Dejr el-Bahari    | XI. dinasztia                              |
| MMA 517  | TT240   | Meru, a pecsétőrök elöljárója | El-Asszaszif      | XI. dinasztia                              |
| MMA 518  | TT316   | Noferhotep, az íjászok vezetője | Dejr el-Bahari    | XI. dinasztia                              |
| MMA 521  |         | Iqer szobra | Dejr el-Bahari    | XI. dinasztia                              |
| MMA 729  |         | Rennofer („A” kamra) Noferhaut („B” kamra) Baki (keleti kamra) Amenemhat (keleti kamra) Ruiu (keleti kamra) | El-Asszaszif      | XVIII. dinasztia I. Thotmesz–III. Thotmesz |
| MMA 801  |         | Szaiah uab-pap Dzsedbasztet írnok (Ta)Tiaszet, Ámon énekesnője Naiefennebu, Szaiah fia | Dejr el-Bahari    | XXII. dinasztia                            |
| MMA 807  | TT103   | Dagi vezír, a város kormányzója | Sejh Abd el-Kurna | XI. dinasztia                              |
| MMA 808  |         | Szobeknaht | Sejh Abd el-Kurna | XI.–XVIII. dinasztia                       |
| MMA 812  |         | | El-Asszaszif      | XI. dinasztia                              |
| MMA 813  |         | | El-Asszaszif      | XI.–XVIII. dinasztia                       |
| MMA 816  |         | | El-Asszaszif      | XI. dinasztia                              |
| MMA 817  |         | | El-Asszaszif      | XI.–XVIII. dinasztia                       |
| MMA 818  |         | | El-Asszaszif      | XI. dinasztia                              |
| MMA 819  |         | | El-Asszaszif      | XI.–XVIII. dinasztia                       |
| MMA 820  | TT366   | Dzsar, királyi őr a belső palotában | El-Asszaszif      | XI. dinasztia                              |
| MMA 821  |         | | El-Asszaszif      | XI.–XVIII. dinasztia                       |
| MMA 824  |         | | El-Asszaszif      | XI.–XVIII. dinasztia                       |
| MMA 825  |         | | El-Asszaszif      | XXI.–XXX. dinasztia                        |
| MMA 830  |         | | Khokha            | több                                       |
| MMA 832  |         | Aafenmut Paherhonszu (későkori intruzív temetkezés) | Khokha            | XXII. dinasztia                            |
| MMA 834  |         | Uszi | Khokha            | XVIII. dinasztia                           |
| MMA 839  |         | | El-Asszaszif      | XI. dinasztia                              |
| MMA 840  |         | | El-Asszaszif      | XII.–XVII. dinasztia                       |
| MMA 850  |         | | Sejh Abd el-Kurna | XI. dinasztia                              |
| MMA 1021 |         | Amenemhat herceg, King's Son | El-Asszaszif      | XVIII. dinasztia                           |
| MMA 1101 | TT280   | Meketré kincstárnok | Sejh Abd el-Kurna | XI. dinasztia                              |
| MMA 1102 | TT22    | Uah, uszurpálta Meriamon herceg | Sejh Abd el-Kurna |                                            |

## Fordítás
- Ez a szócikk részben vagy egészben  a   List of MMA tombs című angol Wikipédia-szócikk ezen változatának fordításán alapul.  Az eredeti cikk szerkesztőit annak laptörténete sorolja fel. Ez a jelzés csupán a megfogalmazás eredetét és a szerzői jogokat jelzi, nem szolgál a cikkben szereplő információk forrásmegjelöléseként.